# Campeonato Mundial de Atletismo em Pista Coberta de 2018 - 60 m feminino
A prova dos 60 metros feminino do Campeonato Mundial de Atletismo em Pista Coberta de 2018 ocorreu no dia 2 de março na Arena Birmingham, em Birmingham, no Reino Unido.

## Recordes
Antes desta competição, os recordes mundiais e do campeonato nesta prova eram os seguintes:
|                       | Nome            | Nacionalidade  | Tempo | Local   | Data                                           |
| --------------------- | --------------- | -------------- | ----- | ------- | ---------------------------------------------- |
| Recorde mundial       | Irina Privalova | Rússia         | 6s 92 | Madri   | 11 de fevereiro de 1993 9 de fevereiro de 1995 |
| Recorde do campeonato | Gail Devers     | Estados Unidos | 6s 95 | Toronto | 12 de março de 1993                            |

## Medalhistas
| Ouro                  | Prata                    | Bronze                  |
| Murielle Ahouré (CIV) | Marie-Josée Ta Lou (CIV) | Mujinga Kambundji (SUI) |

## Cronograma
Todos os horários são locais (UTC+0).
| Data       | Hora  | Evento    |
| ---------- | ----- | --------- |
| 2 de março | 10:35 | Bateria   |
| 2 de março | 18:50 | Semifinal |
| 2 de março | 21:38 | Final     |

## Resultados

### Bateria
Qualificação: 3 atletas de cada bateria  (Q) mais os  6 melhores qualificados (q).  
| Posição | Bateria | Raia | Atleta                        | Nacionalidade            | Tempo | Notas            |
| ------- | ------- | ---- | ----------------------------- | ------------------------ | ----- | ---------------- |
| 1       | 4       | 5    | Carolle Zahi                  | França                   | 7.11  | Q,               |
| 2       | 5       | 8    | Murielle Ahouré               | Costa do Marfim          | 7.12  | Q                |
| 3       | 4       | 4    | Mujinga Kambundji             | Suíça                    | 7.15  | Q                |
| 4       | 2       | 5    | Marie-Josée Ta Lou            | Costa do Marfim          | 7.17  | Q                |
| 5       | 5       | 5    | Asha Philip                   | Grã-Bretanha             | 7.18  | Q                |
| 6       | 6       | 4    | Tatjana Pinto                 | Alemanha                 | 7.18  | Q                |
| 7       | 3       | 3    | Dafne Schippers               | Países Baixos            | 7.19  | Q                |
| 8       | 6       | 2    | Remona Burchell               | Jamaica                  | 7.19  | Q                |
| 9       | 2       | 2    | Elaine Thompson               | Jamaica                  | 7.20  | Q                |
| 10      | 1       | 8    | Ezinne Okparaebo              | Noruega                  | 7.22  | Q                |
| 11      | 1       | 5    | Michelle-Lee Ahye             | Trinidad e Tobago        | 7.23  | Q                |
| 12      | 2       | 4    | Anna Kiełbasińska             | Polónia                  | 7.23  | Q, =             |
| 13      | 3       | 8    | Carina Horn                   | África do Sul            | 7.23  | Q                |
| 14      | 3       | 5    | Liang Xiaojing                | China                    | 7.24  | Q                |
| 15      | 5       | 1    | Destiny Carter                | Estados Unidos           | 7.24  | Q                |
| 16      | 6       | 1    | Ewa Swoboda                   | Polónia                  | 7.24  | Q                |
| 17      | 6       | 3    | Anna Bongiorni                | Itália                   | 7.24  | q,               |
| 18      | 6       | 5    | Kelly-Ann Baptiste            | Trinidad e Tobago        | 7.25  | q,               |
| 19      | 3       | 4    | Crystal Emmanuel              | Canadá                   | 7.26  | q,               |
| 20      | 1       | 3    | Javianne Oliver               | Estados Unidos           | 7.29  | Q                |
| 21      | 3       | 7    | Klára Seidlová                | Chéquia                  | 7.30  | q                |
| 22      | 1       | 2    | Bianca Williams               | Grã-Bretanha             | 7.31  | q                |
| 23      | 5       | 3    | Ajla Del Ponte                | Suíça                    | 7.31  | q                |
| 24      | 2       | 6    | Rosângela Santos              | Brasil                   | 7.32  |                  |
| 25      | 4       | 6    | Gayon Evans                   | Jamaica                  | 7.33  | Q                |
| 26      | 4       | 8    | Jamile Samuel                 | Países Baixos            | 7.34  |                  |
| 27      | 4       | 3    | Hrystyna Stuy                 | Ucrânia                  | 7.34  |                  |
| 28      | 1       | 4    | Wei Yongli                    | China                    | 7.35  |                  |
| 29      | 2       | 1    | Amy Foster                    | Irlanda                  | 7.35  |                  |
| 30      | 6       | 6    | Andrea Purica                 | Venezuela                | 7.36  |                  |
| 31      | 1       | 6    | Krystsina Tsimanouskaya       | Bielorrússia             | 7.37  |                  |
| 32      | 2       | 3    | Isidora Jiménez               | Chile                    | 7.38  |                  |
| 33      | 3       | 1    | Lorène Bazolo                 | Portugal                 | 7.39  |                  |
| 34      | 5       | 7    | Vitoria Cristina Rosa         | Brasil                   | 7.39  |                  |
| 35      | 5       | 2    | Rafailia Spanoudaki-Hatziriga | Grécia                   | 7.40  |                  |
| 36      | 5       | 4    | Mathilde Kramer               | Dinamarca                | 7.43  | Recorde pessoal  |
| 37      | 1       | 7    | Ciara Neville                 | Irlanda                  | 7.47  |                  |
| 38      | 6       | 7    | Flings Owusu-Agyapong         | Gana                     | 7.49  |                  |
| 39      | 4       | 7    | Tahesia Harrigan-Scott        | Ilhas Virgens Britânicas | 7.50  |                  |
| 40      | 2       | 7    | Jolene Jacobs                 | Namíbia                  | 7.67  |                  |
| 41      | 4       | 1    | Yasmin Kwadwo                 | Alemanha                 | 7.68  |                  |
| 42      | 3       | 6    | Loi Im Lan                    | Macau                    | 7.69  | '                |
| 43      | 2       | 8    | Mazoon Al-Alawi               | Omã                      | 7.78  | Recorde nacional |
| 44      | 3       | 2    | Cristina Llovera              | Andorra                  | 7.84  |                  |
| 45      | 5       | 6    | Patricia Taea                 | Ilhas Cook               | 7.90  | Recorde nacional |
| 46      | 4       | 2    | Kendi Rosales                 | Honduras                 | 8.18  | Recorde pessoal  |
| 47      | 6       | 8    | Zarinae Sapong                | Marianas Setentrionais   | 8.54  | Recorde pessoal  |

### Semifinal
Qualificação: classificaram-se  os 2 melhores de cada bateria (Q) mais 2 melhores colocados  (q). 
| Posição | Bateria | Raia | Atleta             | Nacionalidade     | Tempo | Notas                |
| ------- | ------- | ---- | ------------------ | ----------------- | ----- | -------------------- |
| 1       | 1       | 3    | Murielle Ahouré    | Costa do Marfim   | 7.01  | Q                    |
| 2       | 1       | 6    | Elaine Thompson    | Jamaica           | 7.07  | Q,                   |
| 3       | 2       | 5    | Marie-Josée Ta Lou | Costa do Marfim   | 7.08  | Q                    |
| 4       | 1       | 5    | Dafne Schippers    | Países Baixos     | 7.09  | q,                   |
| 5       | 1       | 8    | Javianne Oliver    | Estados Unidos    | 7.10  |                      |
| 6       | 3       | 3    | Mujinga Kambundji  | Suíça             | 7.10  | Q                    |
| 7       | 1       | 4    | Asha Philip        | Grã-Bretanha      | 7.13  |                      |
| 8       | 2       | 4    | Remona Burchell    | Jamaica           | 7.15  | Q                    |
| 8       | 2       | 6    | Michelle-Lee Ahye  | Trinidad e Tobago | 7.15  | Q,                   |
| 10      | 3       | 6    | Carolle Zahi       | França            | 7.17  | Q                    |
| 11      | 3       | 4    | Carina Horn        | África do Sul     | 7.18  |                      |
| 12      | 2       | 3    | Tatjana Pinto      | Alemanha          | 7.18  |                      |
| 13      | 3       | 5    | Ezinne Okparaebo   | Noruega           | 7.19  |                      |
| 14      | 1       | 2    | Kelly-Ann Baptiste | Trinidad e Tobago | 7.21  | Recorde da temporada |
| 15      | 3       | 8    | Anna Kiełbasińska  | Polónia           | 7.23  | =                    |
| 16      | 2       | 8    | Ewa Swoboda        | Polónia           | 7.25  |                      |
| 17      | 3       | 1    | Bianca Williams    | Grã-Bretanha      | 7.26  | Recorde pessoal      |
| 18      | 2       | 1    | Crystal Emmanuel   | Canadá            | 7.27  |                      |
| 19      | 2       | 7    | Destiny Carter     | Estados Unidos    | 7.28  |                      |
| 20      | 3       | 2    | Anna Bongiorni     | Itália            | 7.30  |                      |
| 21      | 1       | 7    | Liang Xiaojing     | China             | 7.30  |                      |
| 22      | 2       | 2    | Klára Seidlová     | Chéquia           | 7.35  |                      |
| 23      | 1       | 1    | Ajla Del Ponte     | Suíça             | 7.40  |                      |
| 24      | 3       | 7    | Gayon Evans        | Jamaica           | DNS   |                      |

### Final

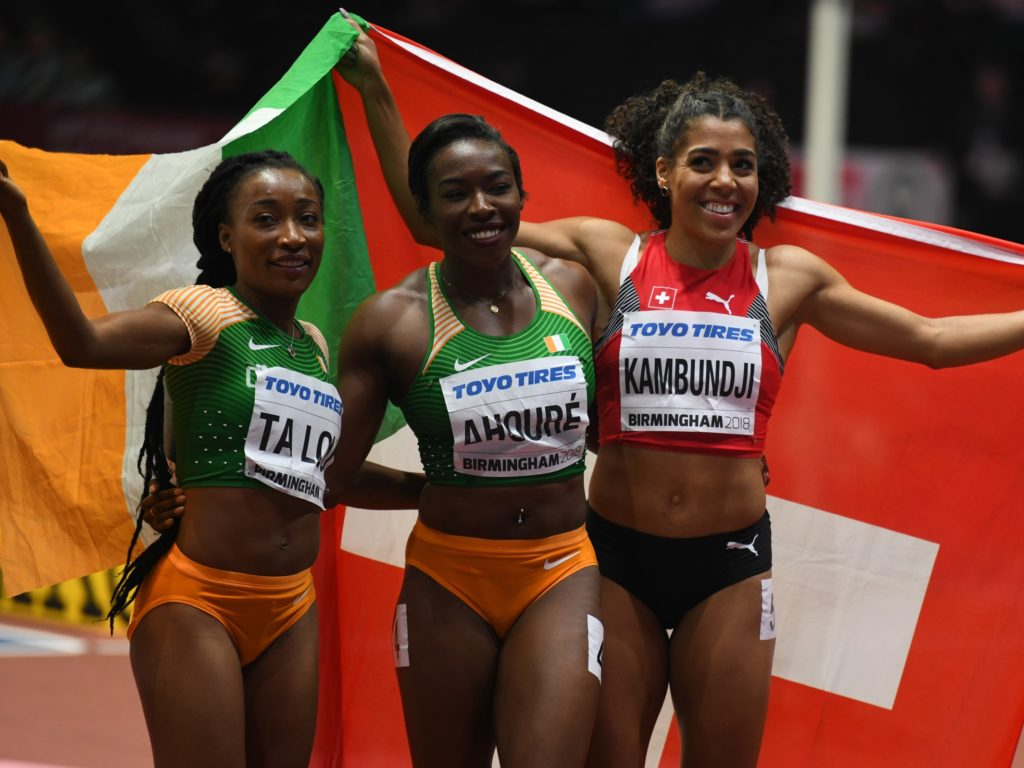
As medalhistas.

A final ocorreu dia 2 de março às 21:38 
| Posição           | Raia | Atleta             | Nacionalidade     | Tempo | Notas                |
| ----------------- | ---- | ------------------ | ----------------- | ----- | -------------------- |
| Medalha de ouro   | 4    | Murielle Ahouré    | Costa do Marfim   | 6.97  | Melhor marca do ano  |
| Medalha de prata  | 6    | Marie-Josée Ta Lou | Costa do Marfim   | 7.05  | Recorde pessoal      |
| Medalha de bronze | 5    | Mujinga Kambundji  | Suíça             | 7.05  |                      |
| 4                 | 3    | Elaine Thompson    | Jamaica           | 7.08  |                      |
| 5                 | 2    | Dafne Schippers    | Países Baixos     | 7.10  |                      |
| 6                 | 7    | Michelle-Lee Ahye  | Trinidad e Tobago | 7.13  | Recorde da temporada |
| 7                 | 1    | Carolle Zahi       | França            | 7.19  |                      |
| 8                 | 8    | Remona Burchell    | Jamaica           | 7.50  |                      |

Legenda
| Recorde mundial       | Recorde mundial (World record)               |                       | Recorde africano                      | Recorde africano (African) |                                           | Q | Classificado por posição (Qualified) |
| Recorde do campeonato | Recorde do campeonato (Championship record)  | Recorde da América    | Recorde da América (Americas)         | q                          | Classificado por melhor tempo (Qualified) |   |                                      |
| Melhor marca do ano   | Melhor marca do ano (World leading)          | Recorde asiático      | Recorde asiático (Asian)              | DNS                        | Não largou (Did not start)                |   |                                      |
| Recorde nacional      | Recorde nacional (National record)           | Recorde europeu       | Recorde europeu (European)            | DNF                        | Não terminou (Did not finish)             |   |                                      |
| Recorde pessoal       | Recorde pessoal do atleta (Personal best)    | Recorde da Oceania    | Recorde da Oceania (Oceania)          | DSQ / DQ                   | Desclassificado (Disqualified)            |   |                                      |
| Recorde da temporada  | Recorde da temporada do atleta (Season best) | Recorde sul-americano | Recorde sul-americano (South America) | NM                         | Sem marca (No mark)                       |   |                                      |